# Giordana Racing Team
Das Giordana Racing Team ist ein ehemaliges britisches Radsportteam mit Sitz in Stone.
Die Mannschaft wurde 2008 unter dem Namen Pinarello Racing Team gegründet und geht aus der gleichnamigen Amateurmannschaft hervor. 2009 fuhr sie unter dem Namen Candi TV-Marshalls Pasta RT. 2010 und 2011 fuhr sie unter dem Namen Motorpoint. Die Mannschaft besaß eine UCI-Lizenz Continental Team und nahm damit an den UCI Continental Circuits teil. Die meisten Rennen fuhr die Mannschaft in Europa. Zur Saison 2015 wurde das Team nicht mehr bei der UCI registriert.
Manager war Brian Tinsley, der von den Sportlichen Leitern Malcolm Elliott, Phillip Griffiths, Richard Hargreaves, Dudley Hayton und Bill Nickson unterstützt wurde. Die Mannschaft wurde mit Fahrrädern des Sponsors Pinarello ausgestattet.

## Saison 2014

### Erfolge in der UCI Europe Tour
Bei den Rennen der UCI Europe Tour im Jahr 2014 gelangen dem Team nachstehende Erfolge.
| Datum   | Rennen                | Kat. | Sieger             |
| ------- | --------------------- | ---- | ------------------ |
| 22. Mai | 5. Etappe An Post Rás | 2.2  | Marcin Białobłocki |

### Abgänge – Zugänge
| Zugänge            | Team 2013           | Abgänge          | Team 2014                  |
| ------------------ | ------------------- | ---------------- | -------------------------- |
| Mathew Cronshaw    | Team IG-Sigma Sport | Roman Van Uden   | CCN Cycling Team           |
| George Harper      | Team IG-Sigma Sport | Michael Northley | Madison Genesis            |
| James Moss         | Team IG-Sigma Sport | Daniel Barry     | Team Budget Forklifts      |
| Marcin Białobłocki | Team UK Youth       | Steven Burke     | Haribo-Beacon Cycling Team |
| Robert Partridge   | Team UK Youth       | Shem Rodger      | L & M Group Racing         |
| Tom Bustard        | Neoprofi            | James Williamson | L & M Group Racing         |
| James Gullen       | Neoprofi            | Christian Varley | Unbekannt                  |
| Bradley Morgan     | Neoprofi            |                  |                            |

### Mannschaft
| Name               | Geburtstag         | Nationalität           |
| ------------------ | ------------------ | ---------------------- |
| Marcin Białobłocki | 2. September 1983  | Polen                  |
| Tom Bustard        | 16. Juni 1988      | Vereinigtes Königreich |
| Mathew Cronshaw    | 30. Dezember 1988  | Vereinigtes Königreich |
| Lee Davis          | 18. Juni 1970      | Vereinigtes Königreich |
| Nathan Edmondson   | 3. Februar 1990    | Vereinigtes Königreich |
| James Gullen       | 15. Oktober 1989   | Vereinigtes Königreich |
| George Harper      | 10. Juli 1992      | Vereinigtes Königreich |
| Richard Hepworth   | 25. Februar 1987   | Vereinigtes Königreich |
| Steven Lampier     | 2. März 1984       | Vereinigtes Königreich |
| Andrew Magnier     | 6. Juli 1988       | Vereinigtes Königreich |
| Bradley Morgan     | 17. April 1991     | Vereinigtes Königreich |
| James Moss         | 11. Februar 1985   | Vereinigtes Königreich |
| Robert Partridge   | 11. September 1985 | Vereinigtes Königreich |

## Platzierungen in UCI-Ranglisten
UCI Asia Tour
| Saison    | Mannschaftswertung | Fahrerwertung         |
| --------- | ------------------ | --------------------- |
| 2009-2010 | -                  | -                     |
| 2011      | 26.                | Jonathan McEvoy (85.) |
| 2012      | 49.                | Rico Rogers (104.)    |
| 2013-2014 | -                  | -                     |

UCI Europe Tour
| Saison | Mannschaftswertung | Fahrerwertung             |
| ------ | ------------------ | ------------------------- |
| 2009   | 64.                | Russell Downing (50.)     |
| 2010   | 77.                | Ian Bibby (355.)          |
| 2011   | 66.                | Ian Bibby (232.)          |
| 2012   | 66.                | Philip Lavery (321.)      |
| 2013   | 116.               | Michael Northley (682.)   |
| 2014   | 108.               | Marcin Białobłocki (528.) |

UCI Oceania Tour
| Saison    | Mannschaftswertung | Fahrerwertung        |
| --------- | ------------------ | -------------------- |
| 2009-2012 | -                  | -                    |
| 2013      | 7.                 | Roman Van Uden (14.) |
| 2014      | -                  | -                    |